# Estadi de la Licorne
L'Estadi de la Licorne, en francès Stade de la Licorne (pronunciació francesa: [stad də la liˈkɔʁn]) és un estadi polivalent a Amiens, França. Actualment s'utilitza principalment per a partits de futbol i és l'estadi de l'Amiens SC.
L'estadi té capacitat per a 12.097 persones i es va construir el 1999. El primer partit celebrat a l'estadi va ser el Trophée des Champions entre el FC Nantes Atlantique i el FC Girondins de Bordeus el 24 de juliol de 1999. L'estadi és visualment cridaner, amb un sostre transparent inusualment gran.
L'RC Lens hi va jugar els seus partits a casa per a la temporada 2014/15 de la Ligue 1 perquè l'Estadi Bollaert-Delelis s'estava renovant per als Campionats d'Europa de 2016.
L'any 2018 l'estadi va patir una remodelació després d'un enfonsament de la barrera a la grada durant un partit contra l'OSC Lille. Les reformes es van completar per 15 milions d'euros, gairebé tant com el cost de construcció original. A la remodelació s'incloïa un sistema de calefacció per terra per a la gespa.